# Amietia angolensis
Amietia angolensis is een kikkersoort uit de familie Pyxicephalidae. De soort werd voor het eerst wetenschappelijk beschreven door José Vicente Barbosa du Bocage in 1866. Oorspronkelijk werd de wetenschappelijke naam Rana angolensis gebruikt.
De soort komt voor in grote delen van zuidelijk Afrika. De habitat bestaat uit ondiep water omringd door dichte grasbegroeiing in savannen, wouden, graslanden of landbouwgebieden. Het is een vrij grote soort. Volwassen kikkers kunnen meters ver springen.